# Mark Little
Pour les articles homonymes, voir Little.
Mark Daniel Little (né le 20 août 1988 à Worcester) est un footballeur anglais. Il joue au poste de défenseur latéral droit avec les Bristol Rovers.

## Carrière
Le 25 juin 2014 il rejoint Bristol City .
Le 16 juin 2017, il rejoint Bolton Wanderers.

## Palmarès
- Peterborough United
  - Play-offs de League One
    -       - Vainqueur : 2011

- Bristol City
  - Football League Trophy : 2015
  - Vainqueur de la League One (D3) en 2015

## Statistiques détaillées
| Saison      | Club                    | Pays         | Championnat | Coupes nationales |
| ----------- | ----------------------- | ------------ | ----------- | ----------------- |
| 2006 - 2007 | Wolverhampton Wanderers | Championship | 27 matchs   | 4 matchs          |
| 2007 - 2008 | Wolverhampton Wanderers | Championship | 1 match     | -                 |
| 2007 - 2008 | Northampton Town        | League One   | 17 matchs   | -                 |
| 2008 - 2009 | Northampton Town        | League One   | 10 matchs   | 2 matchs          |
| 2009 - 2010 | Chesterfield            | League Two   | 12 matchs   | 2 matchs          |
| 2009 - 2010 | Peterborough United     | Championship | 9 matchs    | -                 |
| 2010 - 2011 | Peterborough United     | League One   | 38 matchs   | 6 matchs / 1 but  |
| 2011 - 2012 | Peterborough United     | Championship | 10 matchs   | 2 matchs          |

Dernière mise à jour : 5 octobre 2011